# Drapeau de Brunei
Le drapeau du Brunei est le drapeau civil, le drapeau d'État et le pavillon marchand du sultanat du Brunei. Il  fut adopté dès 1959 alors que le pays n'était qu'un protectorat du Royaume-Uni. Il sera drapeau officiel le 1er janvier 1984 lorsque le pays obtint l'indépendance.
Le drapeau est composé d'un fond jaune, symbole traditionnel de royauté que viennent barrer de gauche à droite une bande diagonale noire et une diagonale blanche. Celles-ci ne sont pas égales, leur rapport étant de 13 % (19,05 cm pour la noire contre 21,59 cm pour la blanche).
Au centre est représenté en rouge le cimier du Brunei qui est composé de :
- Un parasol (Payung Ubor-Ubor) surmonté d'un drapeau (Bendera), qui incarne le pouvoir royal.
- Deux ailes (Sayab) avec quatre plumes chacune qui représente la protection de la justice, la tranquillité, la prospérité et la paix.
- En dessous, un croissant pour rappeler l'Islam avec la devise nationale "Toujours au service avec l'aide de Dieu" inscrite à l'intérieur.
- En bas, un ruban où on peut lire en arabe « Brunéi Darusalem » signifiant en malais "Brunei, asile de paix"
- Une main (Tangan ou Kimhap) de chaque côté, qui personnifie l'engagement du gouvernement à promouvoir la sérénité, la paix et la prospérité.